# Edison Pérez Núñez
Edison Pérez Núñez (* 14. April 1936) ist ein ehemaliger peruanischer Fußballschiedsrichter.
Er zählte 1974 zu jenen 30 internationalen Unparteiischen, die von der FIFA für die Weltmeisterschaft in Deutschland berufen wurden. Bei diesem Turnier kam er während eines Spieles zum Einsatz, als er am 15. Juni in Düsseldorf die torlose Gruppenphasen-Partie zwischen Schweden und Bulgarien leitete. Zudem assistierte er dem Brasilianer Armando Marques sowie dem Ägypter Mahmoud Mustafa Kamel je einmal als Linienrichter. Einige Jahre später berücksichtigte die CONMEBOL ihn auch in Südamerika für große Nationalmannschaftswettbewerbe. So leitete er im Rahmen der Copa América 1979 zwei Gruppenspiele (unter anderem vor 130.000 Zuschauern im Maracanã) und pfiff vier Jahre später das Finalrückspiel der Copa América 1983.
Pérez Núñez war bis 1986 in der peruanischen Primera División aktiv. Darüber hinaus pfiff er zwischen 1970 und 1986 insgesamt 51 Partien in der Copa Libertadores – dem wichtigsten südamerikanischen Vereinsfußballwettbewerb. Dabei wurde er im Laufe der Jahre in fünf Finalspielen eingesetzt und hält damit zusammen mit seinem Landsmann César Orozco sowie dem Uruguayer Jorge Larrionda den Rekord.
| Austragung | Datum         | Ort                            | Team     | Ergebnis | Team      | Phase         |
| ---------- | ------------- | ------------------------------ | -------- | -------- | --------- | ------------- |
| 1974       | 15. Juni 1974 | Rheinstadion, Düsseldorf       | Schweden | 0 : 0    | Bulgarien | Gruppenphase  |
| 1978       | 13. März 1977 | Estadio Hernando Siles, La Paz | Bolivien | 2 : 0    | Venezuela | Qualifikation |
| 1986       | 10. März 1985 | Estadio Centenario, Montevideo | Uruguay  | 2 : 1    | Ecuador   | Qualifikation |

| Austragung | Datum              | Ort                            | Team      | Ergebnis | Team        | Phase              |
| ---------- | ------------------ | ------------------------------ | --------- | -------- | ----------- | ------------------ |
| 1979       | 2. August 1979     | Maracanã, Rio de Janeiro       | Brasilien | 2 : 1    | Argentinien | Gruppenphase       |
| 1979       | 26. September 1979 | Estadio Centenario, Montevideo | Uruguay   | 2 : 2    | Paraguay    | Gruppenphase       |
| 1983       | 4. November 1983   | Arena Fonte Nova, Salvador     | Brasilien | 1 : 1    | Uruguay     | Finale – Rückspiel |

| Austragung | Datum             | Ort                                       | CL-Sieger 1                      | Ergebnis 2 | CL-Unterlegener  | Phase                       |
| ---------- | ----------------- | ----------------------------------------- | -------------------------------- | ---------- | ---------------- | --------------------------- |
| 1974       | 12. Oktober 1974  | Estádio do Morumbi, São Paulo             | CA Independiente                 | 1 : 2      | São Paulo FC     | Finale – Hinspiel           |
| 1975       | 29. Juni 1975     | Estadio Defensores del Chaco, Asunción    | CA Independiente                 | 2 : 0      | Unión Española   | Finale – Entscheidungsspiel |
| 1978       | 28. November 1978 | La Bombonera, Buenos Aires                | CA Boca Juniors                  | 4 : 0      | AD Cali          | Finale – Rückspiel          |
| 1980       | 6. August 1980    | Estadio Centenario, Montevideo            | Club Nacional de Football        | 1 : 0      | SC Internacional | Finale – Rückspiel          |
| 1983       | 28. Juli 1983     | Estádio Olímpico Monumental, Porto Alegre | Grêmio Foot-Ball Porto Alegrense | 2 : 1      | CA Peñarol       | Finale – Rückspiel          |